# Abies yuanbaoshanensis
Espèce
Statut de conservation UICN

 CR B1ab(v)+2ab(v) : 
En danger critique
Abies yuanbaoshanensis est une espèce de plantes de la famille des Pinaceae. C'est un conifère endémique de Chine.